# Pere Vives Vich

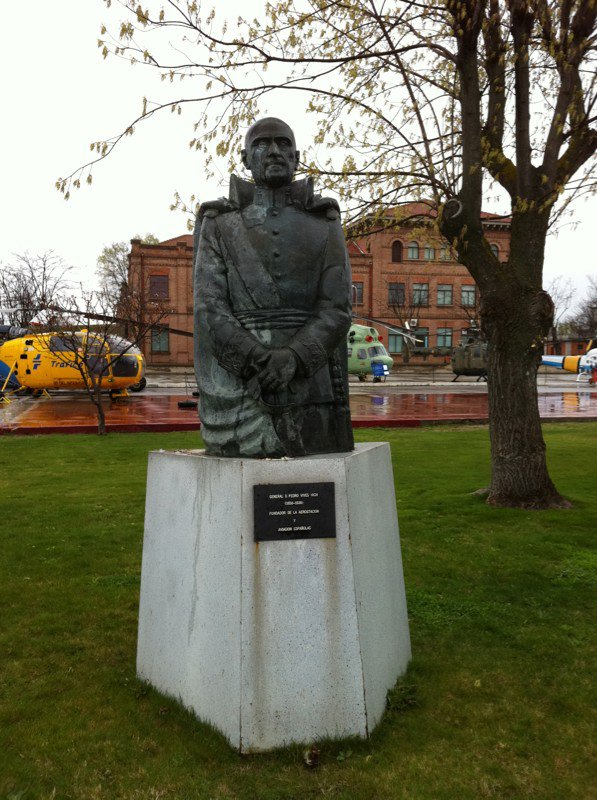
Estàtua a Vives Vich al Museo del Aire, a Madrid.

Pere Vives Vich (Igualada, 20 de gener de 1858 - Madrid, 9 de març de 1938), conegut com el General Vives, fou un enginyer i militar català.

## Biografia

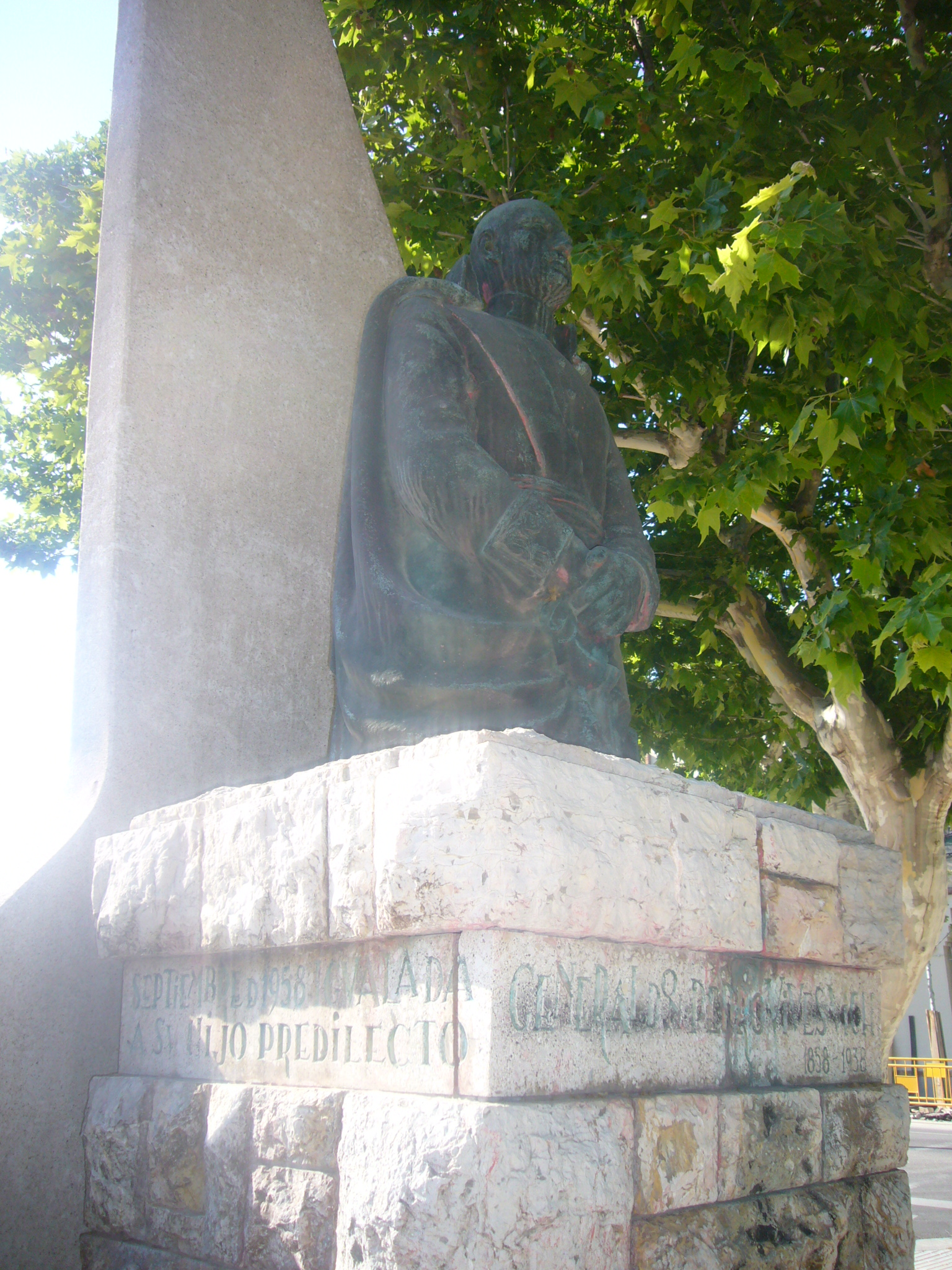
Monument d'Igualada a Vives Vich, al passeig Verdaguer.

Pere Vives Vich va néixer a la rambla Sant Ferran, a Igualada, el gener del 1858, fill d'un fabricant de teixits. Estudià als Escolapis i als 10 anys es traslladà a Manresa amb la seva família, on cursà batxillerat i descobrí la seva vocació militar a causa d'una trobada amb les forces carlines en un teatre de Manresa. Als 16 anys acabà els estudis i es dirigí a l'Acadèmia d'Enginyers militars de Guadalajara on el 1878 acabà la carrera amb grau d'alferes. La seva aplicació i conducta el van fer mereixedor de la Creu Blanca al Mèrit Militar. Un cop sortí de l'acadèmia va fer per iniciativa pròpia un viatge a París per conèixer de prop les innovacions tecnològiques. Al seu retorn fou destinat a la Comandància d'Enginyers de Lleida i d'allà cap al Sud d'Espanya.
Va ser un pioner en el camp de l'aerostàtica, essent nomenat l'any 1896 com a primer cap del nou Servei d'Aerostació, el qual va fer avançar transmetent tot el coneixement i experiència adquirits en els seus viatges a l'estranger per estudiar amb detall totes les particularitats de les diferents modalitats de globus aerostàtics i dirigibles. Tot i que es tractava d'un cos militar, aquest va col·laborar estretament amb ambients científics.
L'any 1906 va ser nomenat vicepresident de la Societat Aeronàutica Internacional. L'any 1904 ja era tinent coronel i el 1907 fou nomenat coronel. El 1909 estrenà el dirigible "Espanya" pel cel de Madrid, el qual representava un gran avenç en la conquesta de l'aire per l'Estat Espanyol.
L'any 1910 el Coronel Vives va ser nomenat cap de l'Aeronàutica Española i se li confià la construcció del primer camp d'aviació militar de l'Acadèmia d'Enginyers de Guadalajara. Al cap de tres anys, el 1913, l'aviació militar espanyola, sota el guiatge del Coronel Vives, va establir els primers aeròdroms militars a l'Àfrica i formà la primera esquadra de combat espanyola, aconseguint uns dels èxits més importants en la campanya d'Àfrica.
La seva preocupació del moment era la formació de pilots i personal qualificat, la impulsió d'una indústria nacional capaç de fabricar bàsicament motors per a l'aviació i el manteniment constant de tot el personal involucrat en l'aviació en plena forma. L'any 1915, víctima d'una confabulació, va ser destituït dels seus càrrecs.
Fou nomenat cap de les forces d'enginyers de Catalunya fins que a l'any següent, després de demanar-ho insistentment, va ser traslladat a Ceuta on el 1917 ascendí a general de Brigada per mèrits de guerra, tornant després a la Península. L'any 1921 tornà a l'Àfrica i ascendí a General de Divisió. En aquest càrrec esdevingué un dels ferms puntals de la victòria espanyola en la Guerra del Marroc malgrat els obstacles posats pel govern de Madrid. En aquesta guerra organitzà, per primera vegada a la història, un bombardeig aeri.
L'any següent fou destinat a Cartagena i després va ser Comandant General a Melilla però en estar en desacord amb el govern sobre la forma en què s'havien de realitzar les seves activitats, retornà a Cartagena com a Governador Militar.
El 1923 fou nomenat Ministre de Foment a conseqüència de la proclamació de la Dictadura de Primo de Rivera. Des de Madrid també es recordà d'Igualada, la seva ciutat natal: aconseguí l'eixamplament en 600 hectàrees del seu terme municipal i promocionà el projecte del pantà de Jorba, el qual no passà de ser un projecte, ja que, entre altres coses, els estudis geològics indicaren que la composició de les terres no aguantaria l'aigua.
Durant aquest període feu dos visites a Igualada en l'última de les quals, l'any 1925, fou nomenat Fill predilecte de la Ciutat i es dona el seu nom a un tram de la Rambla.
L'any 1929, ja cessat com a ministre, fou nomenat president de la Confederació Hidrogràfica del Pirineu Oriental. Fou el seu últim càrrec de caràcter oficial i un any i mig després es retirà a Azuqueca de Henares.
L'any 1936 el colp d'estat del 18 de juliol el trobà a Madrid. Malgrat ser d'idees liberals, es va haver de refugiar dels republicans en la Legació de Noruega a Madrid. Va morir en aquestes mateixes condicions el 9 de març de 1938.

## Premis i reconeixements
L'any 1925 la ciutat d'Igualada el nomenà Fill predilecte. La ciutat li dedicà un monument al Passeig Verdaguer i anomenà la Rambla General Vives en el seu honor, i també ha donat el seu nom a l'Institut d'Ensenyament Secundari Pere Vives Vich, a l'Aeròdrom d'Igualada-Òdena General Vives i a un passatge.
Se li han erigit monuments al Museo del Aire de Madrid i a ciutat de Guadalajara (Castella - la Manxa). L'any 1980, es va emetre a Espanya un segell amb la seva imatge, essent un dels quatre de la sèrie "Pioneros de la Aviación Española".